# Aleksander Małecki
Aleksander Antoni Włodzimierz Małecki (født 3. april 1907 i Zarubyntsi, død i september 1939) var en polsk fægter, som deltog i to olympiske lege i 1920'erne.
Małecki var med som reserve ved OL 1924 i Paris i sabelholdkonkurrencen, hvor Polen dog blev elimineret i første runde. Bedre gik det, da han var med ved OL 1928 i Amsterdam i samme disciplin sammen med Kazimierz Laskowski, Tadeusz Friedrich, Władysław Segda, Adam Papée og Jerzy Zabielski. Polakkerne indledte med at vinde deres førsterundepulje (delt sammen med Ungarn) og gik dermed videre til semifinalerne. Her tabte de ganske vist 0-16 til Italien, men vandt derpå deres to andre kampe, og dermed kom de med i finalepuljen. Her talte kampen mod Italien fra semifinalen og derudover blev det til nederlag til Ungarn, men sejr over Tyskland, hvorpå det blev til polsk bronze, mens Ungarn fik guld og Italien sølv.
Małecki gjorde tjeneste i den polske hær og deltog i felttoget i Polen i 1939 under anden verdenskrig. Han blev dræbt, muligvis i et forsøg på at flygte til Ungarn i september samme år.